# Lilla Varningen
Lilla Varningen är en sjö i Överkalix kommun i Norrbotten och ingår i Kalixälvens huvudavrinningsområde. Sjön har en area på 0,0392 kvadratkilometer och ligger 81,2 meter över havet.

## Delavrinningsområde
Lilla Varningen ingår i det delavrinningsområde (741202-177733) som SMHI kallar för Inloppet i Övre Lansjärv. Medelhöjden är 120 meter över havet och ytan är 36,28 kvadratkilometer. Räknas de 45 avrinningsområdena uppströms in blir den ackumulerade arean 1 067,09 kvadratkilometer. Tvärån (Lansån) som avvattnar avrinningsområdet har biflödesordning 3, vilket innebär att vattnet flödar genom totalt 3 vattendrag innan det når havet efter 126 kilometer. Avrinningsområdet består mestadels av skog (73 procent) och sankmarker (15 procent). Avrinningsområdet har 0,55 kvadratkilometer vattenytor vilket ger det en sjöprocent på 1,5 procent.